# La Graine et le Mulet
La Graine et le Mulet (bra: O Segredo do Grão; prt: O Segredo de um Cuscuz) é um filme de drama franco-tunisiano de 2007 dirigido por Abdellatif Kechiche. O filme é estrelado por Habib Boufares, que interpreta um imigrante idoso do Magrebe cujo desejo de abrir um restaurante de sucesso como herança para sua grande família encontra a oposição cética da burocracia francesa.
O título do filme refere-se a um grão de cuscuz e ao curimã (em francês:  mulet), um tipo de peixe pequeno, ambos populares na culinária da Tunísia. Os dois ingredientes constituem tanto a base das refeições da família quanto o cardápio que ele planeja estabelecer no seu restaurante.

## Sinopse
Em Sète, o Sr. Beiji, de 61 anos, trabalha em um estaleiro no porto e está desempregado. Pai divorciado, vive com a dona de um hotel e a filha dela, Rym, mas mantém-se muito próximo dos filhos e da ex-mulher. Com sua indenização, Beiji planeja abrir um restaurante em um velho navio. Este projeto exigirá a ajuda de sua antiga e nova família, bem como de seus amigos.

## Elenco
- Habib Boufares como Slimane Beiji
- Hafsia Herzi como Rym
- Hatika Karaoui como Latifa
- Bouraouïa Marzouk como Souad
- Farida Benkhetache como Karima
- Alice Houri como Julia
- Cyril Favre como Sergei
- Sami Zitouni como Majid
- Sabrina Ouazani como Olfa
- Mohamed Benabdeslem como Riadh
- Henri Cohen como Sr. Dorner
- Violaine de Carné como Madame Dorner
- Carole Franck como uma convidada do jantar
- Bruno Lochet como Mario

## Recepção
La Graine et le Mulet possui uma nota de 83/100 no Metacritic e uma aprovação de 92% no Rotten Tomatoes, no qual o consenso diz: "Um retrato complexo de uma família de imigrantes, La Graine et le Mulet é um filme amplo e íntimo com muitas atuações excelentes." O filme apareceu em várias listas de "dez melhores filmes de 2008. A. O. Scott, do New York Times, o nomeou como o terceiro melhor filme do ano, Andrew O'Hehir do Salon o nomeou como o sexto melhor filme de 2008, e Scott Foundas do LA Weekly nomeou La Graine et le Mulet o sétimo melhor filme do ano (ao lado de Un conte de Noël).
Wesley Morris, crítico de cinema do Boston Globe, destacou que o filme é "essencialmente um retrato de uma família extensa cuja dinâmica é constantemente reformulada em uma coleção de cenas longas e agitadas." O elenco interpreta “pessoas reais – não símbolos, presidiários, babás ou o outro indigno”, e “suas preocupações têm pouco a ver com opressão aberta ou xenofobia”. Morris elogia Abdellatif Kechiche porque "a narrativa neste filme é secundária à natureza humana..." Ele diz que dança do ventre na sequência final é “complexamente concebida e realizada", e diz que “a dançarina usa sexo e exotismo cultural para distrair mesas de nativos brancos anteriormente civilizados, mas de repente inquietos”. Kechiche “nos convida a reconhecer uma verdade fundamental sobre os árabes – ou qualquer pessoa de cor – na história do cinema: estereótipos vendem”.

## Prêmios e indicações
César Award, 2008:
- Melhor filme
- Melhor diretor: Abdellatif Kechiche
- Melhor roteiro original: Abdellatif Kechiche
- Melhor atriz revelação: Hafsia Herzi

Festival de Cinema de Antália, 2007
- Melhor diretor (Festival de Cinema da Eurásia): Abdellatif Kechiche

Festival de Cinema de Veneza, 2007:
- Prêmio Especial do Júri (empate com I'm Not There)
- Prêmio Marcello Mastroianni (para atores ou atrizes em ascensão): Hafsia Herzi
- SIGNIS - Menção honrosa: Abdellatif Kechiche
- Indicação ao Leão de Ouro

Prêmio Louis-Delluc, 2007